# 神呪寺
神呪寺（かんのうじ、神咒寺）は、兵庫県西宮市甲山町にある真言宗御室派の別格本山の寺院。山号は武庫山。本尊は如意輪観音。甲山の山麓にあり、通称・甲山大師（かぶとやまだいし）と呼ばれる。新西国三十三箇所第21番札所。
寺号の「神呪寺」は、「神を呪う」という意味ではなく、甲山を神の山とする信仰があり、この寺を神の寺（かんのじ）としたことによるという。なお、「神呪」（じんしゅ）とは、呪文、マントラ、真言とほぼ同義で、「仏の真の言葉」という意味がある。開山当時の名称は「摩尼山・神呪寺（しんじゅじ）」であり、「感応寺」という別称もあったようである。

## 歴史
鎌倉時代末期の禅僧、虎関師錬の『元亨釈書』「如意尼伝」に神呪寺の開基について載っている。それによると、神呪寺は第53代淳和天皇の第四妃（後の如意尼）が開いたとする。一方、『帝王編年記』には、淳和天皇皇后の正子内親王が天長4年（827年）に橘氏公、三原春上の二人に命じて真言宗の寺院を造らせたとする。
皇太子時代の淳和天皇は夢告に従い、四天王寺創建に伴って聖徳太子が開基した京都頂法寺（六角堂）にて、丹後国余佐郡香河（かご）村の娘と出会い、これを第四妃に迎えた。香河では小萩（こはぎ）という幼名が伝わり、この小萩＝真名井御前をモデルとした小萩観音を祀る寺院がある。古代、丹後国は中央氏族とは別系統の氏族（安曇氏などの海人系氏族）の勢力圏であり、大王家に対し后妃を出す氏族であった。この余佐郡の娘、小萩は日下部氏の系統である可能性が高い。
『元亨釈書』によれば、淳和天皇第四妃真名井御前＝如意尼は、如意輪観音への信仰が厚く、念願であった出家を行うために天長5年（828年）にひそかに宮中を抜け、頂法寺（六角堂）で修行をし、その後今の西宮浜（御前浜）の浜南宮（現・西宮神社）から廣田神社、その神奈備山である甲山へと入っていった。この時、妃は空海の協力を仰ぎ、これより満3年間、神呪寺にて修行を行ったという。
天長7年（830年）に空海は本尊として山頂の巨大な桜の木を妃の体の大きさに刻んで、如意輪観音像を作ったという。この如意輪観音像を本尊として、天長8年（831年）10月18日に本堂は落慶した。同日、妃は空海より剃髪を受けて僧名を如意尼とした。如意尼が出家する以前の名前は真井御前（まないごぜん）と称されていた。
この時、如意尼と一緒に出家した二人の尼、如一と如円は和気清麻呂の孫娘であった。
空海は海人系の氏族の出身だったといわれる。天長元年（823年）、空海は雨乞い争いで妃の水江浦島子の筐を借り受けて勝ちを得たという。また、神呪寺の鎮守は弁才天であるが、元亨釈書18巻にも登場するこの神とは六甲山系全体を所領とする廣田神社祭神、撞賢木厳魂天疎向津姫（つきさかきいつのみたまあまさかるむかつひめ）またの名瀬織津姫のことであり、水を支配する神でもあり、水運に関係のある者は古来より信仰を深めてきた。
鎌倉時代初期の寿永年間（1182年 - 1184年）に源頼朝が梶原景時を奉行として再興する。境内の近くには源頼朝の墓と伝えられている石塔がある。
要衝の地にあったため、南北朝時代以降、しばしば合戦の陣所となった。
戦国時代には織田信長が荒木村重を攻めた有岡城の戦いに巻き込まれ、多くの堂塔が焼失している。文禄3年（1594年）には豊臣秀吉によって寺領の大半が没収された。
享保4年（1719年）には諸堂が再興されている。
当寺はこれまで真言宗御室派本山仁和寺の末寺であったが、宝暦13年（1763年）10月22日に延命寺から院号・氷律院を贈られ､河州延命寺派の末寺となった。しかし、寛政10年（1798年）6月に再び仁和寺末寺となる。
1911年（明治44年）5月27日、文秀女王が一泊した。この御成に際して便所、湯殿が新築された。
太平洋戦争中の1942年（昭和17年）11月、金属類回収令により梵鐘が供出された。
1962年（昭和37年）10月21日、別格本山昇格法要が営まれ、高松宮宣仁親王が臨席した。
当初の寺領は淳和天皇より150町歩の寄進があり合わせて250町歩となったが、変遷を経て現在は境内地の20町歩となった。山号は「武庫山」（六甲山のこと）であったが、光玄大和尚が現在の「甲山」に変更している。
神呪寺の住所は上記の通り甲山町であるが、これとは別に寺の南東約3キロメートル離れた地、東海道新幹線と阪急今津線の交差点付近に「神呪町」という地名が存在する。この地名はこの寺が中世に一時的に移転したことを示しているともいわれている。

## 信仰
神呪寺の本尊・如意輪観世音菩薩坐像（重要文化財）は大阪府河内長野市の観心寺、奈良県宇陀市の室生寺の如意輪観音像と共に日本三如意輪観音の一つとされている。家業繁栄・商売繁盛のご利益があるとされ、秘仏となっている。融通さん、融通観音とも称されている。
5月18日に融通観音大祭があり、本尊の開扉がある。
大師堂に祀られている弘法大師像は、大師58歳の姿で厄除大師として信仰されている。また、甲山大師と称されている。

## 境内

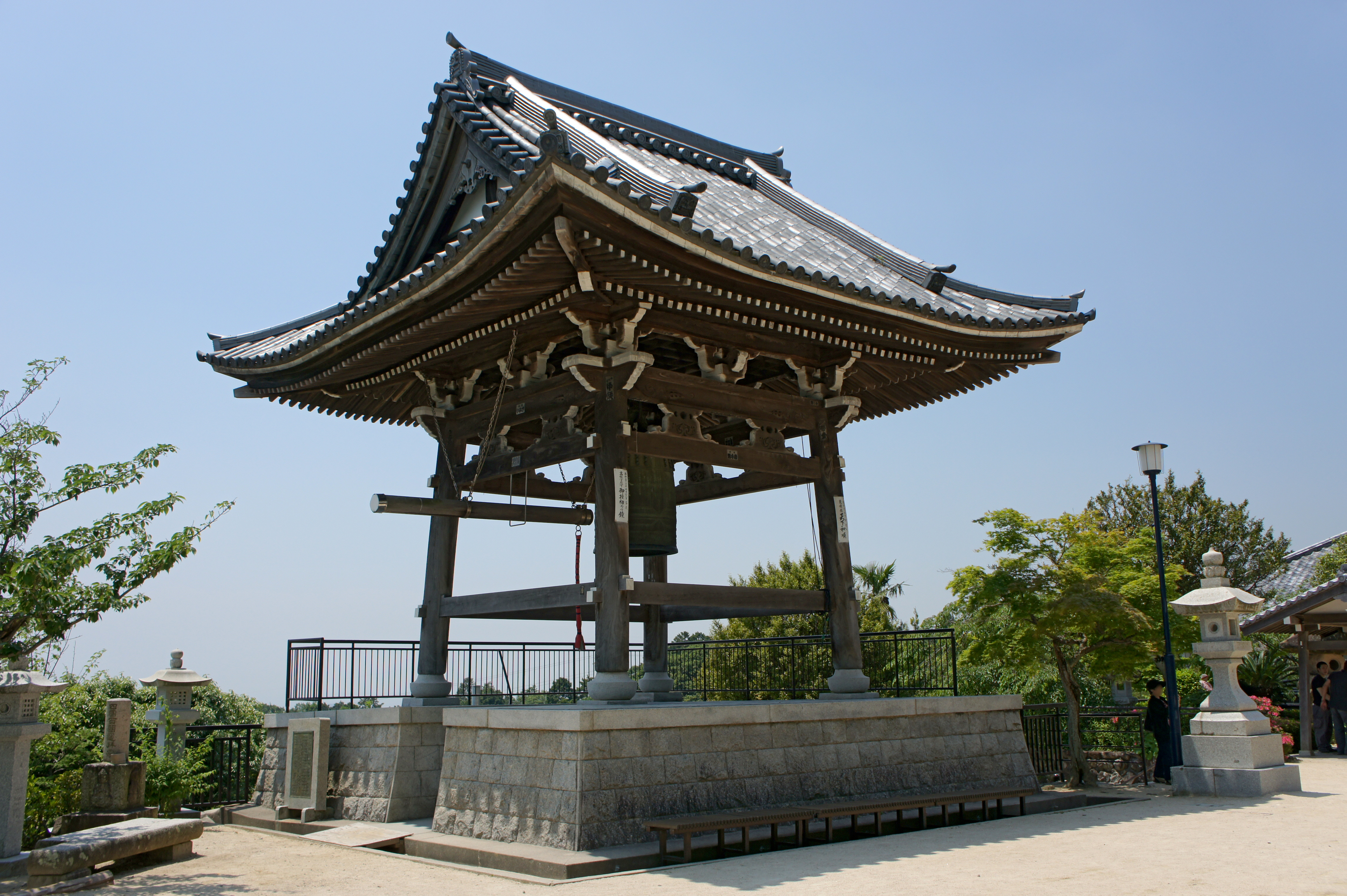
鐘楼。「昭和三十三年十月二十一日落成 高松宮殿下御撞初めの鐘」とある。

- 本堂 - 天保11年（1841年）再建。1911年（明治44年）5月27日、文秀女王がこの本堂の前に松を手植えた[3]。
- 弁天堂
- 大師堂 - 1912年（大正元年）再建。
- 神呪寺会館（摩尼閣） - 1969年（昭和44年）10月21日再建。同月30日、高松宮宣仁親王や仁和寺門跡、西宮市長らの臨席のもとに、庫裏と併せて落慶式[5]。
- 庫裏 - 1969年（昭和44年）10月21日再建。
- 庭園 - 枯山水庭園。
- 十三重石塔
- 不動堂 - 1909年（明治42年）再建。
- 恵光堂 - 2011年（平成23年）10月18日建立。
- 茶堂 - 接待所ではあるが、阿弥陀如来を祀る。
- 鐘楼 - 梵鐘の四字「天下和順」は高松宮宣仁親王の揮毫による[6]。高松宮は1958年（昭和33年）10月21日の梵鐘再鋳落慶法要にも臨席した[7]。
- 納骨堂 - 1936年（昭和11年）建立。
- 多宝塔 - 1980年（昭和55年）10月18日建立。落慶法要には高松宮宣仁親王と喜久子妃が臨席[8]。
- 稲荷社 - 祭神：甲山稲荷大明神、白瀧大明神、白菊大明神
- 白髭大明神社
- 善女龍王社
- 地蔵堂
- 詠歌堂
- 西国三十三所石仏群
- 役行者像
- 弁財天社
- 弁天池
- 仁王門（西宮市指定有形文化財） - 文化元年（1804年）再建。三間一戸八脚門（中央高屋根四脚門）という一風変わった形をしている。この門の後ろには参道を横切る形で甲山大師道という幹線道路が走っている。
- 甲山八十八ヶ所 - 寛政10年（1798年）に四国八十八ヶ所の各札所の砂を持ち帰って作られた。
- 観音桜 - 高松宮宣仁親王が参詣時、二度咲きの桜の古木を目にとめて命名した[9]。神呪寺ではこれを霊木とした[9]。

## 文化財

### 重要文化財
- 木造如意輪観音坐像 
平安時代。当寺の本尊。寺伝にいう空海の時代の作ではなく、10世紀後半から11世紀前半の作とされる。如意輪観音像には6臂像と2臂像があるが、この像は6臂像である。通常の如意輪観音像は右脚を立て膝とするが、本像は右脚を斜めにして左脚の上に乗せた珍しい形をしており、頭部が斜め上向きになっている点と合わせ、図像的に珍しい作例である。
- 木造聖観音立像 - 平安時代。
- 木造不動明王坐像 - 鎌倉時代。
- 木造弘法大師坐像 - 鎌倉時代。

### 西宮市指定有形文化財
- 仁王門
- 紙本著色神呪寺縁起絵巻 3巻

## 前後の札所

### 新西国三十三箇所
20 立木山寺　-　21 神呪寺　-　22 忉利天上寺

### 摂津国八十八箇所
74 金龍寺　-　75 神呪寺　-　76 東光寺

### 摂津国三十三箇所
2 平林寺　-　3 神呪寺　-　4 忉利天上寺

### 仏塔古寺十八尊
16 鏑射寺　-　17 神呪寺　-　18 室生寺

## その他
- 廣田明神影向岩 - 山門から約200メートルの磐座群（甲山八十八ヶ所）に廣田神社祭神（天疎向津姫=瀬織津姫）と役行者が邂逅した場所があり、役行者、前鬼・後鬼の像が岩の上に安置されている。
- 九想の滝 - 甲山森林公園入口の東約200メートルのところに位置する。空海・真名井御前（如意尼）が修行されたとする。

## 交通
- 阪急甲陽線甲陽園駅下車 徒歩30分
- 阪神バス 甲山大師前下車